# Cantone di Rozay-en-Brie
Il Cantone di Rozay-en-Brie era una divisione amministrativa dell'arrondissement di Provins.
È stato soppresso a seguito della riforma complessiva dei cantoni del 2014, che è entrata in vigore con le elezioni dipartimentali del 2015.
Comprendeva i comuni di:
- Bernay-Vilbert
- La Chapelle-Iger
- Les Chapelles-Bourbon
- Courpalay
- Crèvecoeur-en-Brie
- Dammartin-sur-Tigeaux
- Fontenay-Trésigny
- Hautefeuille
- La Houssaye-en-Brie
- Lumigny-Nesles-Ormeaux
- Marles-en-Brie
- Mortcerf
- Neufmoutiers-en-Brie
- Pézarches
- Le Plessis-Feu-Aussoux
- Rozay-en-Brie
- Tigeaux
- Touquin
- Vaudoy-en-Brie
- Villeneuve-le-Comte
- Villeneuve-Saint-Denis
- Voinsles